# Шемшученко Юрій Сергійович
Ю́рій Сергі́йович Шемшуче́нко (14 грудня 1935, м. Глухів, Чернігівська область (нині Сумська область — 1 березня 2025, м. Київ, Україна) — український правознавець. Директор Інституту держави та права імені В. М. Корецького НАН України (1988—2021), завідувач відділу конституційного права та місцевого самоврядування, доктор юридичних наук, професор, академік НАН України, академік Академії правових наук України, іноземний член Російської академії наук (8 березня 2022 подав заяву про вихід зі складу іноземних членів РАН). Почесний громадянин Глухова. Повний кавалер ордена князя Ярослава Мудрого.

## Життєпис
Юрій Сергійович Шемшученко народився 14 грудня 1935 року в місті Глухові Чернігівської (нині Сумської) області в родині робітника.
У 1957—1962 роках навчався на юридичному факультеті Київського університету імені Тараса Шевченка. Після цього працював у органах прокуратури Сумської області (1962—1966 роки). Упродовж 1966—1969 років — аспірант Сектору держави та права АН УРСР. Згодом був молодшим науковим співробітником, старшим науковим співробітником, завідувачем відділу, а з 1988 по 2021 роки — директор Інституту держави та права ім. В. М. Корецького НАН України.
У 1970 році захистив дисертацію на здобуття наукового ступеня кандидата юридичних наук на тему «Прокурорський нагляд за законністю в діяльності виконкомів місцевих Рад» (спеціальність 12.00.02), науковий керівник — професор Анатолій Таранов. У 1979 році захистив дисертацію на здобуття наукового ступеня доктора юридичних наук на тему «Організаційно-правові проблеми державного управління охороною навколишнього середовища в СРСР» (спеціальність 12.00.02).
Юрій Сергійович — член багатьох іноземних академій, наукових і навчальних закладів, академік-секретар Національної академії правових наук України, ініціював створення в 1991 Союзу юристів України і був його першим головою, десять років очолював Комісію з питань громадянства при Президентові України, ініціював створення в 1995 р. Київського університету права НАН України і 10 років був його ректором.
Був активним учасником міжнародно-правового співробітництва. У 1998 р. очолив Міжнародний центр космічного права при НАН України. Є членом Міжнародної академії астронавтики, суддею Міжнародного арбітражного суду у Гаазі, брав участь у багатьох міжнародних наукових конференціях, інших форумах і сесіях Генеральної Асамблеї ООН.
Особисто підготував понад 30 докторів і кандидатів юридичних наук, ініціював утворення нового навчального закладу — Київського університету права НАН України і був 10 років його ректором (1995–2005 рр).
Помер Юрій Шемшученко 1 березня 2025 року на 90-му році життя в м. Києві.

## Вчені звання
- З 1985 року — професор;
- У 1992 році обраний академіком НАН України;
- З 1994 року — академік Академії правових наук України;
- З 2002 року — іноземний член Російської академії наук.

## Перелік праць
Ю. С. Шемшученко — автор понад 800 наукових праць, серед них понад 20 індивідуальних і колективних монографій. Серед них: Організаційно-правові питання охорони навколишнього середовища в СРСР. — К., 1976; Людина, природа, закон. — К., 1983; Местные Советы и охрана окружающей среды. — М., 1988; Правові проблеми екології. — К., 1989; Національна державність союзної республіки. — К., 1991 (у співавт.); Юридична наука і освіта в Україні. — К., 1992 (у співавт.); Національно-державне будівництво: Концептуальні підходи, сучасна наукова література.— К., 1999 (у співавт.); Державотворення і правотворення в Україні: досвід, проблеми, перспективи. — К., 2001 (у співавт.).
За редакцією Ю. С. Шемшученка підготовлена й видана перша в Україні 6-томна «Юридична енциклопедія» 1998—2004 роки, що  відзначена Державною премією України в галузі науки та техніки за 2004 р. та 10-томна «Антологія української юридичної думки».
Ю. С. Шемшученко був головою Комісії при Президентові України з питань громадянства (1994—2004 рр.); голова редакційної колегії 6-томної «Юридичної енциклопедії» (1998—2004 рр.); перший голова Спілки юристів України (1991 — 1993 рр.); президент Української асоціації політологів (1991 — 1994 рр.); академік-секретар Відділення екологічного та аграрного права Академії правових наук України; головний редактор щорічника наукових праць «Правова держава»; керівник та член багатьох наукових і науково-консультативних рад; ректор (з 1995 р.) Київського університету права НАН України (з 2006 р. — почесний ректор).

## Погляди
Недоліками вітчизняної юридичної освіти Юрій Сергійович вважає широкий підхід до вивчення теорії держави та права. В той час, коли Західна модель базується на більшій спеціалізації адвокатів, суддів тощо. Аби змінити систему підготовки фахівців юристів, науковець пропонував враховувати всі плюси та мінуси кожної з систем освіти й впроваджував нові ідеї в Київському університеті права.

## Нагороди, премії
- премія НАН України імені Д. 3. Мануїльського, присуджена в 1991 році;
- премія НАН України імені М. П. Василенка, присуджена в 1998 році;
- Орден князя Ярослава Мудрого:
  - I ступеня (30 листопада 2021) — за значний особистий внесок у соціально-економічний, науково-технічний, культурно-освітній розвиток України, вагомі трудові досягнення, багаторічну сумлінну працю[8]
  - II ступеня (22 серпня 2016) — за значний особистий внесок у державне будівництво, соціально-економічний, науково-технічний, культурно-освітній розвиток України, вагомі трудові здобутки та високий професіоналізм[9]
  - III ступеня (12 травня 2009) — за значний особистий внесок у розбудову правової держави, підготовку юридичних кадрів, багаторічну плідну науково-педагогічну діяльність, високу професійну майстерність та з нагоди 60-річчя утворення Інституту[10]
  - IV ступеня (18 серпня 2006) — за значний особистий внесок у соціально-економічний, культурний розвиток Української держави, вагомі трудові досягнення та з нагоди 15-ї річниці незалежності України[11]
  - V ступеня (11 травня 1999) — за визначні особисті заслуги перед Україною в розвитку юридичної науки та правових засад державності[12]
- Орден «За заслуги» III ступеня (14 грудня 2010) — за вагомий особистий внесок у розбудову правової держави, розвиток вітчизняної юридичної науки та багаторічну плідну діяльність[13]
- Заслужений діяч науки та техніки України (12 грудня 1995) — за вагомий особистий внесок у розвиток юридичної науки, створення національної наукової школи з правових проблем екології та активну участь у державному житті[14]
- Державна премія України в галузі науки та техніки 2004 року — за багатотомну наукову працю «Юридична енциклопедія» (у складі колективу)[15]
- Почесна грамота Верховної Ради України
- Почесна грамота Кабінету Міністрів України (6 листопада 2003) — за вагомий особистий внесок у розвиток юридичної науки, високий професіоналізм та багаторічну сумлінну працю[16]
- 14 грудня 2010 року, на честь 75-річчя академіка, нагороджений та відзначений багатьма державними та недержавними преміями та відзнаками.

### Рекомендована література
- Сліпушко О. Правознавець і митець: До 70-річчя від дня народження Ю. С. Шемшученка, доктора наук, директора Інституту держави і права / Оксана Сліпушко // Земляки: альманах Сумського земляцтва в Києві. Вип. 2. — Суми, 2005. — С. 58—61 : фот. — ISBN 966-7164-51-9.